# Мамонов, Дмитрий Николаевич
Дмитрий Николаевич Мамонов (26 апреля 1978, Талды-Курган, Казахская ССР, СССР) — казахстанский футболист, казахстанский и российский тренер. Старший брат Дениса Мамонова.

## Биография

### Карьера игрока
Дебют Дмитрия Мамонова в высшей лиге произошёл в 15-летнем возрасте в матче «Жетысу» — «Мунайшы».
В казахстанской премьер-лиге выступал в составе пяти клубов:
- за «Жетысу» сыграл 174 матча (забил 19 мячей),
- за «Актобе-Ленто» провел 15 матчей (забил 1 гол),
- за «Атырау» сыграл 18 матчей,
- за «Восток» провел 41 матч (забил 5 мячей)
- за «Кайрат» на сегодняшний день провел 41 матч (забил 5 мячей).

Всего в чемпионатах Казахстана сыграл 289 матчей, забил 30 мячей.
Является рекордсменом «Жетысу» по сыгранным матчам (174 матча) в премьер-лиге.

### Карьера тренера
После завершения карьеры игрока работал тренером в новосибирских командах «Сибирь-2» и ЛФК «Сибирь». В июне 2019 года вошёл в тренерский штаб новосозданного клуба «Новосибирск», а в июне 2020 года перешёл в тренерский штаб молодёжной команды.